# وادی سنا
وادی سنا روستای کوچکی از توابع شهر دبا الفجیره در نوار ساحلی کرانهٔ
دریای عمان از توابع امارت فجیره از امارات هفتگانه دولت امارات متحده عربی واقع شده‌است.

## جمعیت
جمعیت روستای وادی سنا در حدود ۲۰۹ نفر (۳۸ خانوار) می‌باشد که از اهل سنت و مالکی مذهب هستند. شغل عمدهٔ مردم و ماهی گیری وتجارت است.
وادی سنا منطقه‌ای است حاصلخیز ودارای آب و خاک قابل زراعت است. درپایه کوه‌های که دهستان را احاطه نموده‌است باغهای مرکبات ومزاره نخل خرما وجود دارد. روستای «وادی سنا» در وسط دره ای قرار دارد. تما شای این روستا از بالای کوه منظره‌ای دل‌انگیز وشاعرانه دارد وجای بسیار زیبای است و از نقات گردشگری خاصی برخوردار است.